# Karasiewszczyzna
Karasiewszczyzna (biał. Карасеўшчына, ros. Карасевщина) – wieś na Białorusi, w obwodzie mińskim, w rejonie mińskim, w sielsowiecie Horanie.